# Furfur

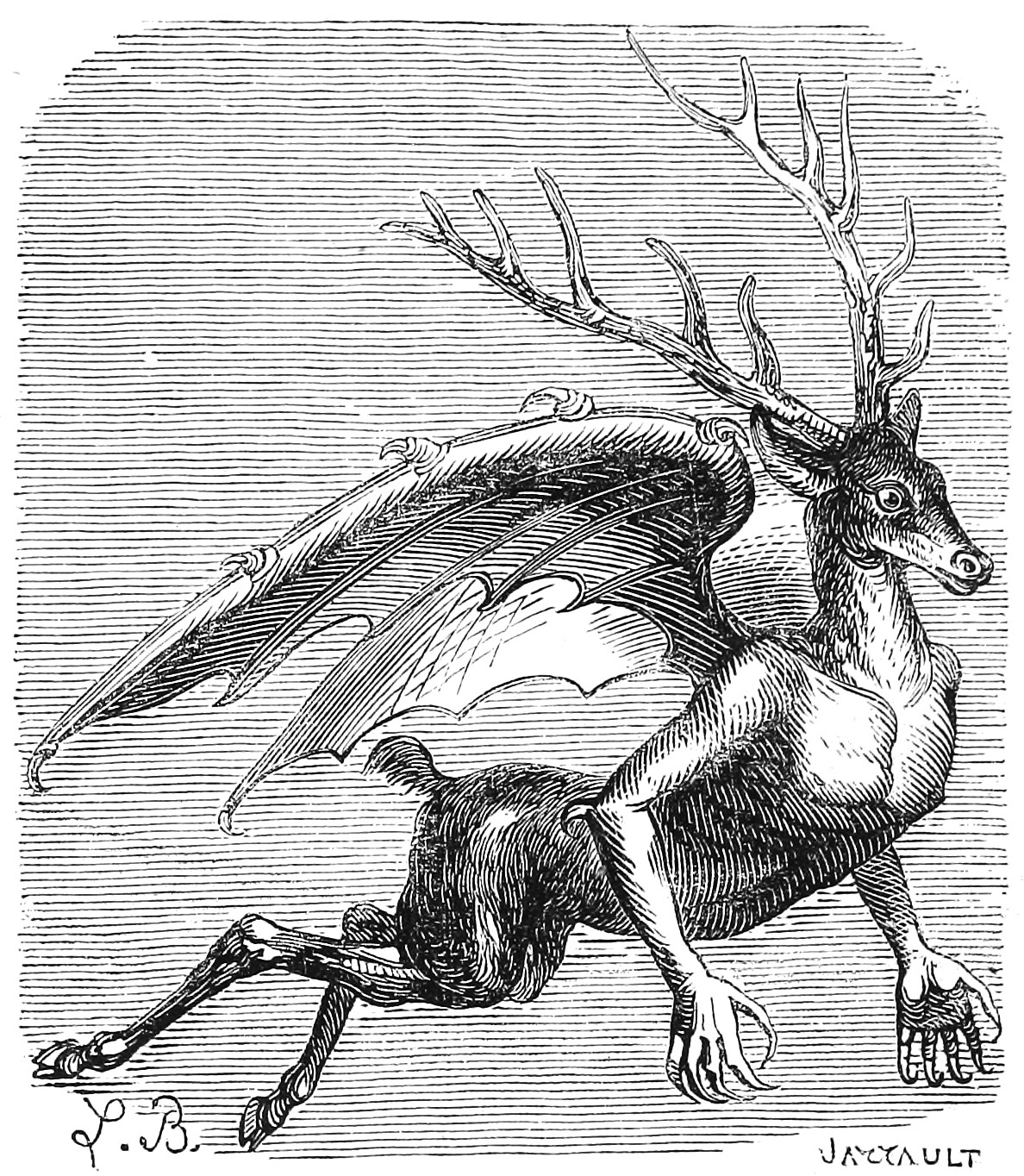
Demonio infernal Furfur

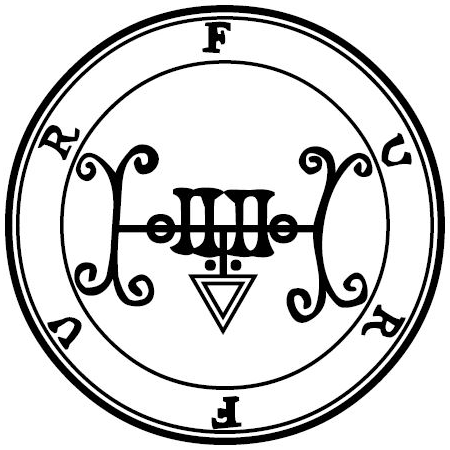
Sigilo de Furfur

En demonología, Furfur, también llamado Furtur, es un poderoso Gran Conde del Infierno, que gobierna veintinueve legiones de demonios. 
Es representado como un ciervo o un ciervo alado con brazos de humano y cola 
flameada, y también como un ángel. En su forma alternativa o simbólica moderna, se manifiesta a veces como un joven hermoso, andrógino e inocente en apariencia.
Furfur causa amor entre un hombre y una mujer, crea tormentas, tempestades, truenos, rayos y ráfagas de viento, y enseña secretos sobre lo oculto y sobre lo divino. Miente a menos que se le obligue a entrar en un triángulo mágico, donde da respuestas certeras a todas las preguntas y revela los problemas más abstractos, hablando con una voz áspera. 
'Furfur' en latín significa “afrecho, salvado”, y hay quienes afirman que su nombre es una variación de “Furcifer”, que en latín que significa “canalla, pícaro, sinvergüenza”.
Por otro lado, una de las lecturas posibles del sello, "Frufrú", es una onomatopeya utilizada para referirse al ruido que producen algunas telas cuando se rozan.
De acuerdo a las correspondencias con los arcanos menores del tarot establecidas en el Occult Tarot de Travis McHenry, Furfur sería equivalente al 10 de copas.